# Associação Iratiense de Futebol de Salão
Associação Iratiense de Futebol de Salão, também conhecido como ASSIFUSA, é uma equipe de futsal da cidade de Irati, do estado do Paraná, aonde no ano de 2002 conquistou a Chave Bronze.
Suas cores são o Branco, Vermelho e Preto, a equipe manda seus jogos no Ginásio De Esportes Agostinho Zarpellon Junior
Atualmente disputa o Campeonato Paranaense de Futsal Chave Prata 

## Titulos

### Estaduais
- Campeonato Paranaense de Futsal Chave Bronze : 1 (2002)

### Campanhas de Destaque
- 2º Lugar Campeonato Paranaense de Futsal Chave Prata : (2004)
- 4º Lugar Campeonato Paranaense de Futsal Chave Bronze : (2014)[3]